# Buddhadev Dasgupta
Pour les articles homonymes, voir Dasgupta.
 (août 2017).
Si vous disposez d'ouvrages ou d'articles de référence ou si vous connaissez des sites web de qualité traitant du thème abordé ici, merci de compléter l'article en donnant les références utiles à sa vérifiabilité et en les liant à la section « Notes et références ».
Buddhadev Dasgupta, né le 11 février 1944 à Anara (Inde) et mort le 10 juin 2021, est un poète, réalisateur et scénariste du cinéma indien.

## Biographie
En 2006, il est président du jury international de la 12e édition du festival international des cinémas d'Asie de Vesoul.

## Filmographie

### Comme réalisateur
- 1968 : Samayer Kache
- 1968 : The Continent of Love
- 1973 : Dholer Raja Khirode Natta
- 1974 : Fishermen of Sundarban
- 1975 : Saratchandra
- 1978 : Dooratwa
- 1979 : Neem Annapurna
- 1980 : Vigyan O Tar Avishkar
- 1981 : Rhythm of Steel
- 1982 : Sheet Grishmer Smriti (TV)
- 1982 : Grihajuddha
- 1984 : Indian Science Marches Ahead
- 1984 : Andhi Gali
- 1985 : Story of Glass
- 1985 : India on the Move
- 1986 : Ceramics
- 1987 : Contemporary Indian Sculpture
- 1988 : Phera
- 1989 : Bagh Bahadur
- 1990 : History of Indian Jute
- 1992 : Tahader Katha
- 1993 : À l'abri de leurs ailes (Charachar)
- 1997 : Lal Darja
- 2000 : Uttara
- 2002 : Chroniques indiennes (Mondo Meyer Upakhyan)
- 2004 : Swapner Din
- 2005 : Kaalpurush
- 2007 : Ami, Yasin Ar Amar Madhubala

### Comme scénariste
- 1978 : Dooratwa
- 1979 : Neem Annapurna
- 1982 : Grihajuddha
- 1988 : Phera
- 1992 : Tahader Katha
- 1993 : À l'abri de leurs ailes (Charachar)
- 1997 : Lal Darja
- 2000 : Uttara
- 2002 : Chroniques indiennes  (Mondo Meyer Upakhyan)
- 2004 : Swapner Din
- 2007 : Ami, Yasin Ar Amar Madhubala